# فاسيربيرغفيرست
فاسيربيرغفيرست (بالإنجليزية: Wasserbergfirst)‏ هو أحد جبال سلسلة جبال الألب غلاروس ويقع في كانتون شفيتس في سويسرا. يحتل المرتبة رقم 345 في قائمة جبال سويسرا من حيث الارتفاع، إذ يبلغ ارتفاعه حوالي 2341 متر، بينما يبلغ ارتفاع نتوء الجبل 325 متر.